# The Power of Shower
The Power of Shower este primul album de studio a personajului lui Dan Bălan, Crazy Loop. Albumul a fost lansat pe 2 decembrie 2007, a fost produs de el însuși și combină genuri muzicale diferite, dance și rock, atât în engleză cât și în română.

## Listă a pieselor
1. Crazy Loop (MM-MA-MA) — 3:35
2. Johanna (Shut Up!) — 3:40
3. Love Is A Simple Thing — 3:09
4. Uh-Ahh-Yeah — 3:26
5. Famikon — 2:34
6. Tango — 3:28
7. Take Me Higher — 3:38
8. Despre tine cânt (Part 2) — 4:05
9. The 24th Letter — 4:43

### Bonus
1. Crazy Loop (MM-MA-MA) (DJ Ross Radio Club Edit) — 3:54
2. Crazy Loop (MM-MA-MA) (The Age Of Steam Remix) — 3:20
3. Johanna (Shut Up!) (Radio Edit) — 3:46

## Discuri single
- Crazy Loop (Mm Ma Ma)
- Johanna (Shut Up!)